# Дембник (герб)
Дембник (пол. Dębnik) — гласный польский шляхетский герб.

## Описание
В голубом поле три дубовые золотые ветки, каждая о двух листах и одной желуди, две рядом, а третья под ними.
В навершии шлема между двумя золотыми копьями витязь в стальной броне со змеей в правой руке, а левой подпершись в бок; над ним звезда. Намет голубой с золотым подбоем. Герб внесён в Гербовник дворянских родов Царства Польского, часть 1, стр. 213. Герб Эйхлера также внесён в Часть 15 Общего гербовника дворянских родов Всероссийской империи, стр. 128.

## Используют
Вышеописанный герб вместе с потомственным дворянством Всемилостивейше пожалован аптекарю в городе Мендзиржец Подляской губернии и кавалеру ордена Св. Станислава 3-й степени Карлу Годфридову сыну Эйхлеру (пол. Karol Ferdynand Eichler), грамотою Государя императора и царя Николая I, 1845 г. марта 13 (25) дня, за заслуги оказанные им императорско-российской армии как в 1812 г., так и в 1831 г. во время свирепствовавшей в горде Мендзиржеце холеры.